# Active Phased Array Radar

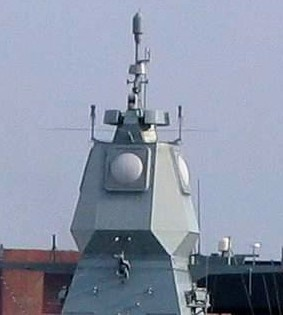
APAR monterad på fregatten Hamburg

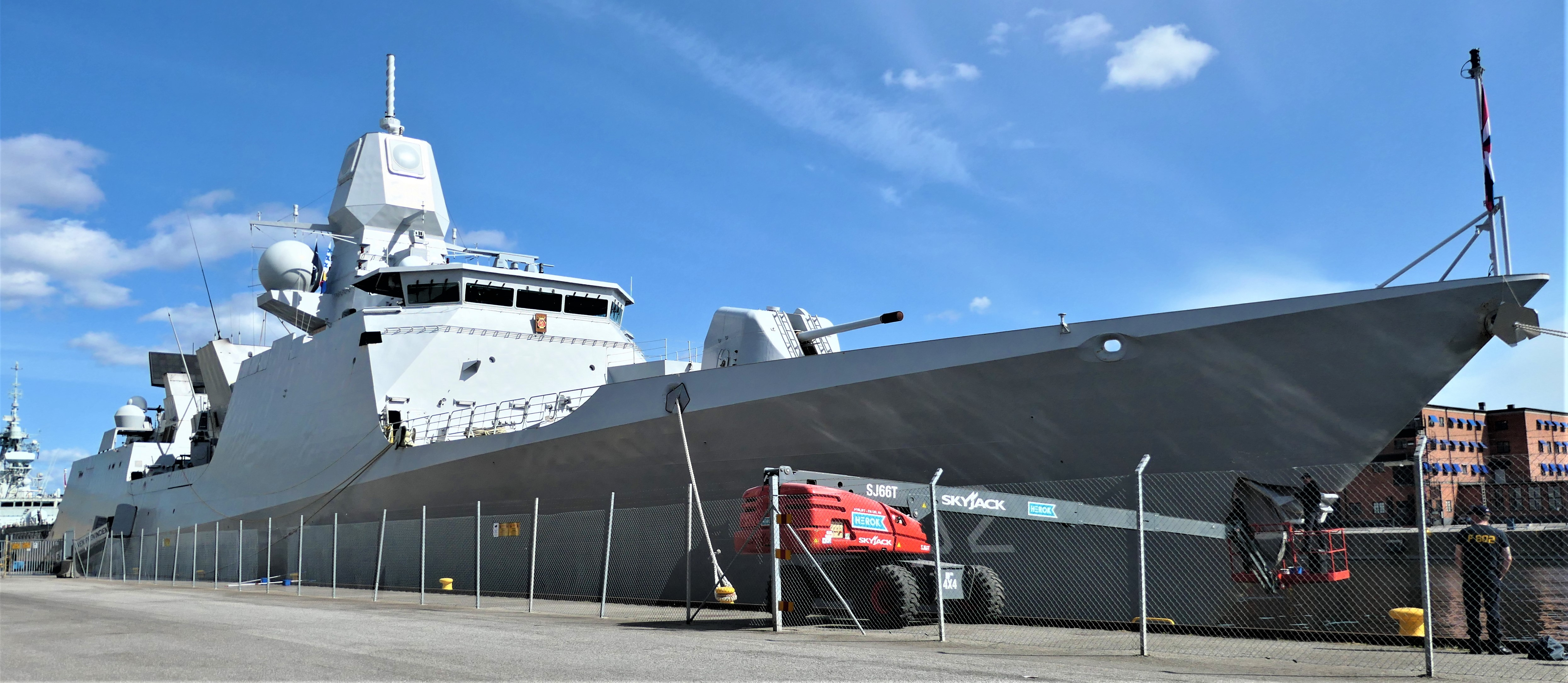
Active Phased Array Radar bakom kommandobryggan till den nederländska fregatten De Zeven Provinciën förtöjd i Frihamnen i Stockholm över månadskiftet april-maj 2022. På fördäck fartygskanonen Otobreda 127mm/54 Compact tillverkad av italienska Oto Melara.

Active Phased Array Radar (APAR) är en fartygsmonterad multifunktionsradar som utvecklats av Thales Nederlands. Radarn är avsedd att fungera som del av ett luftvärnssystem baserat på Standard Missile 2 och ESSM och genomför automatiskt sök-, målföljnings och vapenkontroll-funktioner. APAR består av fyra fasta, det vill säga icke-roterande, antenner monterade på en pyramidstruktur som i sin tur monteras i en mast på fartyget. Varje antenn består av 3424 diskreta element. Den totala vikten är 20 ton, varav hälften ovan däck, med en vikt på två ton per antenn.

## Funktioner
Radarns funktioner inkluderar
- Opererar i X-bandet
- Målföljning av över 200 luftmål ut till ett avstånd av 150 km.
- Målföljning av 150 ytmål ut till ett avstånd av 32 km.
- Upptäckning av mål på låg höjd ut till 75 km.
- Robotkontroll för Standard Missile 2 och ESSM samt målbelysning.
- Interrupted Continous Wave Illumination ger vid användning med Thales stridsledningssystem TACTICOS möjlighet att kontrollera 20 robotar med samtidig målbelysning för åtta robotar.
- Avancerad ECCM-kapacitet med automatisk anpassning till den aktuella ECM-miljön.
- Kontroll av kanoneld.

OBS! Notera att alla räckvidder är instrumenträckvidder.

## Användning
APAR används, tillsammans med Thales SMART-L som sökradar för lång räckvidd, för närvarande på Tysklands flottas Sachsen-klass och Nederländernas flottas De Zeven Provincien-klass. Båda klasserna är stora luftkrigföringsfregatter med ett displacement på ca 6.000 ton. Radarn har också valts ut, även här tillsammans med SMART-L, för Danmarks flottas framtida Ivar Huitfeldt-klass. Även denna är en luftkrigföringsfregatt med ett displacement på ca 6.000 ton. Värt att notera är också att APAR var den första AESA-radar att tas i bruk på ett fartyg, vilket skedde 2001.